# Cyrtarachne latifrons atuberculata
Cyrtarachne latifrons là một phân loài nhện trong họ Araneidae.
Loài này thuộc chi Cyrtarachne. Cyrtarachne latifrons atuberculata được Henry Roughton Hogg miêu tả năm 1900.